# Szwecja na Zimowych Igrzyskach Olimpijskich 2014
Szwecja na Zimowych Igrzyskach Olimpijskich 2014 – kadra sportowców reprezentujących Szwecję na igrzyskach w 2014 roku w Soczi. Kadra liczyła 106 sportowców.

## Medale
| Medal  | Zawodnik | Sport               | Wydarzenie                 | Data      |
| ------ | --- | ------------------- | -------------------------- | --------- |
| złoto  | Charlotte Kalla Anna Haag Emma Wikén Ida Ingemarsdotter | biegi narciarskie   | Sztafeta kobiet            | 15 lutego |
| złoto  | Daniel Richardsson Johan Olsson Lars Nelson Marcus Hellner | biegi narciarskie   | Sztafeta mężczyzn          | 16 lutego |
| srebro | Charlotte Kalla | biegi narciarskie   | Bieg łączony kobiet        | 8 lutego  |
| srebro | Marcus Hellner | biegi narciarskie   | Bieg łączony mężczyzn      | 9 lutego  |
| srebro | Teodor Peterson | biegi narciarskie   | Sprint mężczyzn            | 11 lutego |
| srebro | Charlotte Kalla | biegi narciarskie   | Bieg indywidualny kobiet   | 13 lutego |
| srebro | Johan Olsson | biegi narciarskie   | Bieg indywidualny mężczyzn | 14 lutego |
| srebro | Margaretha Sigfridsson Maria Prytz Christina Bertrup Maria Wennerström Agnes Knochenhauer | curling             | Turniej kobiet             | 20 lutego |
| srebro | Jhonas Enroth Henrik Lundqvist Jonas Gustavsson Oliver Ekman Larsson Niklas Hjalmarsson Henrik Tallinder Alexander Edler Johnny Oduya Jonathan Ericsson Niklas Kronwall Erik Karlsson Daniel Alfredsson Patrik Berglund Marcus Krüger Jakob Silfverberg Nicklas Bäckström Alexander Steen Loui Eriksson Daniel Sedin Henrik Zetterberg Gustav Nyquist Jimmie Ericsson Carl Hagelin Marcus Johansson Gabriel Landeskog | hokej na lodzie     | Turniej mężczyzn - finał   | 23 lutego |
| brąz   | Emil Jönsson | biegi narciarskie   | Sprint mężczyzn            | 11 lutego |
| brąz   | Daniel Richardsson | biegi narciarskie   | Bieg indywidualny mężczyzn | 14 lutego |
| brąz   | Ida Ingemarsdotter Stina Nilsson | biegi narciarskie   | Sprint drużynowy kobiet    | 19 lutego |
| brąz   | Emil Jönsson Teodor Peterson | biegi narciarskie   | Sprint drużynowy mężczyzn  | 19 lutego |
| brąz   | Niklas Edin Sebastian Kraupp Fredrik Lindberg Viktor Kjäll Oskar Eriksson | curling             | Turniej mężczyzn           | 21 lutego |
| brąz   | Anna Holmlund | narciarstwo dowolne | Skicross kobiet            | 21 lutego |

## Skład reprezentacji

### Biathlon

#### Kobiety
- Elisabeth Högberg
- Elin Mattsson
- Anna-Karin Strömstedt

| Konkurencja       | Zawodniczka           | Czas | Miejsce |
| ----------------- | --------------------- | ---- | ------- |
| Sprint            | Elisabeth Högberg     | -    | -       |
| Sprint            | Elin Mattsson         | -    | -       |
| Sprint            | Anna-Karin Strömstedt | -    | -       |
| Bieg pościgowy    | Elisabeth Högberg     | -    | -       |
| Bieg pościgowy    | Elin Mattsson         | -    | -       |
| Bieg pościgowy    | Anna-Karin Strömstedt | -    | -       |
| Bieg indywidualny | Elisabeth Högberg     | -    | -       |
| Bieg indywidualny | Elin Mattsson         | -    | -       |
| Bieg indywidualny | Anna-Karin Strömstedt | -    | -       |
| Bieg masowy       | Elisabeth Högberg     | -    | -       |
| Bieg masowy       | Elin Mattsson         | -    | -       |
| Bieg masowy       | Anna-Karin Strömstedt | -    | -       |
| Sztafeta          | Elisabeth Högberg     | -    | -       |
| Sztafeta          | Elin Mattsson         | -    | -       |
| Sztafeta          | Anna-Karin Strömstedt | -    | -       |

#### Mężczyźni
- Tobias Arwidson
- Carl-Johan Bergman
- Christoffer Eriksson
- Björn Ferry
- Fredrik Lindström

| Konkurencja       | Zawodnik             | Czas      | Strzelanie | Miejsce |
| ----------------- | -------------------- | --------- | ---------- | ------- |
| Sprint            | Tobias Arwidson      | 26:11.8   | 1+0        | 42.     |
| Sprint            | Carl-Johan Bergman   | 25:35.9   | 0+1        | 24.     |
| Sprint            | Christoffer Eriksson | -         | -          | -       |
| Sprint            | Björn Ferry          | 25:36.4   | 2+0        | 25.     |
| Sprint            | Fredrik Lindström    | 25:21.0   | 0+0        | 18.     |
| Bieg pościgowy    | Tobias Arwidson      | 35:51.2   | 0+0+0+0    | 28.     |
| Bieg pościgowy    | Carl-Johan Bergman   | 36:20.9   | 0+1+0+2    | 34.     |
| Bieg pościgowy    | Christoffer Eriksson | -         | -          | -       |
| Bieg pościgowy    | Björn Ferry          | 36:06.9   | 1+0+2+0    | 30.     |
| Bieg pościgowy    | Fredrik Lindström    | 34:45.7   | 0+0+1+2    | 13.     |
| Bieg indywidualny | Tobias Arwidson      | 54:03.0   | 1+0+0+0    | 41.     |
| Bieg indywidualny | Carl-Johan Bergman   | 53:37.5   | 1+0+0+2    | 37.     |
| Bieg indywidualny | Christoffer Eriksson | -         | -          | -       |
| Bieg indywidualny | Björn Ferry          | 51:18.3   | 0+0+1+0    | 12.     |
| Bieg indywidualny | Fredrik Lindström    | 51:50.2   | 0+1+0+1    | 15.     |
| Bieg masowy       | Tobias Arwidson      | -         | -          | -       |
| Bieg masowy       | Carl-Johan Bergman   | -         | -          | -       |
| Bieg masowy       | Christoffer Eriksson | -         | -          | -       |
| Bieg masowy       | Björn Ferry          | 43:48.3   | 1+1+1+0    | 12.     |
| Bieg masowy       | Fredrik Lindström    | 43:30.5   | 0+1+0+1    | 6.      |
| Sztafeta          | Tobias Arwidson      | 1:14:32.0 | 0+5        | 10.     |
| Sztafeta          | Carl-Johan Bergman   | 1:14:32.0 | 0+5        | 10.     |
| Sztafeta          | Björn Ferry          | 1:14:32.0 | 0+5        | 10.     |
| Sztafeta          | Fredrik Lindström    | 1:14:32.0 | 0+5        | 10.     |

### Biegi narciarskie

#### Kobiety
| Konkurencja       | Zawodnik                                                | Czas      | Pozycje |
| ----------------- | ------------------------------------------------------- | --------- | ------- |
| Sprint            | Ida Ingemarsdotter                                      | 2:42,04   | 5.      |
| Sprint            | Stina Nilsson                                           | 2:36,42   | 10.     |
| Sprint            | Britta Norgren                                          | 2:37,86   | 14.     |
| Sprint            | Hanna Erikson                                           | 2:48,83   | 52.     |
| Sprint drużynowy  | Ida Ingemarsdotter Stina Nilsson                        | 16:23,82  | brąz    |
| Bieg indywidualny | Charlotte Kalla                                         | 28:36,2   | srebro  |
| Bieg indywidualny | Emma Wikén                                              | 29:38,9   | 12.     |
| Bieg indywidualny | Sara Lindborg                                           | 29:56,2   | 16.     |
| Bieg indywidualny | Anna Haag                                               | 30:04,5   | 20.     |
| Bieg łączony      | Charlotte Kalla                                         | 38:35,4   | srebro  |
| Bieg łączony      | Emma Wikén                                              | 40:07,2   | 9.      |
| Bieg łączony      | Sara Lindborg                                           | 40:32,4   | 20.     |
| Bieg łączony      | Britta Norgren                                          | 41:51,0   | 39.     |
| Bieg masowy       | Emma Wikén                                              | 1:12:31,6 | 8.      |
| Bieg masowy       | Anna Haag                                               | 1:12:40,1 | 11.     |
| Bieg masowy       | Charlotte Kalla                                         | 1:16:18,5 | 34.     |
| Bieg masowy       | Sara Lindborg                                           | 1:18:03,9 | 39.     |
| Sztafeta          | Ida Ingemarsdotter Emma Wikén Anna Haag Charlotte Kalla | 53:02,7   | złoto   |

#### Mężczyźni
| Konkurencja       | Zawodnik                                                   | Czas      | Pozycje |
| ----------------- | ---------------------------------------------------------- | --------- | ------- |
| sprint            | Teodor Peterson                                            | 3:39,61   | srebro  |
| sprint            | Emil Jönsson                                               | 3:58,13   | brąz    |
| sprint            | Marcus Hellner                                             | 5:24,31   | 6.      |
| sprint            | Calle Halfvarsson                                          | 3:39,13   | 17.     |
| Sprint drużynowy  | Emil Jönsson Teodor Peterson                               | 23:30,01  | brąz    |
| Bieg indywidualny | Johan Olsson                                               | 38:58,2   | srebro  |
| Bieg indywidualny | Daniel Richardsson                                         | 39:08,5   | brąz    |
| Bieg indywidualny | Marcus Hellner                                             | 39:46,9   | 10      |
| Bieg indywidualny | Lars Nelson                                                | 40:08,8   | 15      |
| Bieg łączony      | Marcus Hellner                                             | 1:8:15,8  | srebro  |
| Bieg łączony      | Daniel Richardsson                                         | 1:08:31,7 | 7.      |
| Bieg łączony      | Lars Nelson                                                | 1:08:37,7 | 9.      |
| Bieg łączony      | Anders Södergren                                           | 1:08:46,9 | 13.     |
| Bieg na 50 km     | Anders Södergren                                           | 1:47:13,0 | 7.      |
| Bieg na 50 km     | Daniel Richardsson                                         | 1:47:19,6 | 8.      |
| Bieg na 50 km     | Johan Olsson                                               | 1:47:27,3 | 9.      |
| Sztafeta          | Lars Nelson Daniel Richardsson Johan Olsson Marcus Hellner | 1:28:42,0 | złoto   |

### Curling

#### Kobiety
- Margaretha Sigfridsson
- Maria Prytz
- Christina Bertrup
- Maria Wennerström
- Agnes Knochenhauer

| 1               | 2      | 4                | 5          | 6     | 8   | 9                 | 10    | 12      | PF         | F      |   |   |      |
| Wielka Brytania | Kanada | Korea Południowa | Szwajcaria | Dania |     | Stany Zjednoczone | Rosja | Japonia | Szwajcaria | Kanada |   |   |      |
| 6:4             | 3:9    | 7:4              | 9:8        | 7:6   | 6:7 | 7:6               | 8:4   | 8:4     | 7:5        | 3:6    | 8 | 3 | 2. - |

#### Mężczyźni
- Niklas Edin
- Sebastian Kraupp
- Fredrik Lindberg
- Viktor Kjäll
- Oskar Eriksson

| 1          | 2               | 3      | 5     | 6        | 7   | 9      | 10    | 11                | PF              | MF  |   |   |      |
| Szwajcaria | Wielka Brytania | Kanada | Dania | Norwegia |     | Niemcy | Rosja | Stany Zjednoczone | Wielka Brytania |     |   |   |      |
| 7:5        | 8:4             | 7:6    | 5:8   | 5:4      | 6:5 | 8:4    | 8:4   | 6:4               | 5:6             | 6:4 | 9 | 2 | 3. - |

### Hokej na lodzie

#### Kobiety
Bramkarki
- Sara Grahn (Brynäs IF)
- Kim Martin Hasson (Linköpings HC)
- Valentina Wallner (Modo Hockey)

Obrona
- Emilia Andersson (Linköpings HC)
- Lina Bäcklin (Brynäs IF)
- Linnea Bäckman (AIK Ishockey)
- Emma Eliasson (Munksund-Skuthamns SK)
- Sofia Engström (Leksands IF)
- Josefine Holmgren (Brynäs IF)
- Johanna Olofsson (Modo Hockey)

Napad
- Jenni Asserholt (Linköpings HC)
- Anna Borgqvist (Brynäs IF)
- Erika Grahm (Modo Hockey)
- Maria Lindh (Modo Hockey)
- Michelle Löwenhielm (AIK Ishockey)
- Emma Nordin (Modo Hockey)
- Cecilia Östberg (Leksands IF)
- Fanny Rask (AIK Ishockey)
- Erica Udén Johansson (IF Sundsvall Hockey)
- Lina Wester (Leksands IF)
- Pernilla Winberg (Munksund-Skuthamns SK)

| Szwecja | Grupa B | Grupa B | Grupa B | Ćwierćfinał | Półfinał          | Mecz o 3. miejsce | Miejsce |
| ------- | ------- | ------- | ------- | ----------- | ----------------- | ----------------- | ------- |
| Szwecja | Japonia | Niemcy  | Rosja   | Finlandia   | Stany Zjednoczone | Szwajcaria        | Miejsce |
| Szwecja | 1:0     | 4:0     | 1:3     | 4:2         | 1:6               | 3:4               | 4.      |

#### Mężczyźni
Bramkarze
- Jhonas Enroth (Buffalo Sabres)
- Jonas Gustavsson (Detroit Red Wings)
- Henrik Lundqvist (New York Rangers)

Obrona
- Alexander Edler (Vancouver Canucks)
- Oliver Ekman Larsson (Phoenix Coyotes)
- Jonathan Ericsson (Detroit Red Wings)
- Niklas Hjalmarsson (Chicago Blackhawks)
- Erik Karlsson (Ottawa Senators)
- Niklas Kronwall (Detroit Red Wings)
- Johnny Oduya (Chicago Blackhawks)
- Henrik Tallinder (Buffalo Sabres)

Napad
- Daniel Alfredsson (Detroit Red Wings)
- Nicklas Bäckström (Washington Capitals)
- Patrik Berglund (St. Louis Blues)
- Jimmie Ericsson (Skellefteå AIK)
- Loui Eriksson (Boston Bruins)
- Johan Franzén (Detroit Red Wings)
- Carl Hagelin (New York Rangers)
- Marcus Krüger (Chicago Blackhawks)
- Gabriel Landeskog (Colorado Avalanche)
- Daniel Sedin (Vancouver Canucks)
- Henrik Sedin (Vancouver Canucks)
- Jakob Silfverberg (Anaheim Ducks)
- Alexander Steen (St. Louis Blues)
- Henrik Zetterberg (Detroit Red Wings)

| Łotwa | Grupa C | Grupa C    | Grupa C | Ćwierćfinał | Półfinał  | Finał  | Miejsce |
| ----- | ------- | ---------- | ------- | ----------- | --------- | ------ | ------- |
| Łotwa | Czechy  | Szwajcaria | Łotwa   | Słowenia    | Finlandia | Kanada | Miejsce |
| Łotwa | 4:2     | 1:0        | 5:3     | 5:0         | 2:1       | 0:3    | srebro  |

### Łyżwiarstwo figurowe
| Zawodnik           | Konkurencja | Program krótki | Program krótki | Program dowolny | Program dowolny | Łączna nota | Pozycja |
| Zawodnik           | Konkurencja | Nota           | Pozycja        | Nota            | Pozycja         | Łączna nota | Pozycja |
| ------------------ | ----------- | -------------- | -------------- | --------------- | --------------- | ----------- | ------- |
| Viktoria Helgesson | Solistki    | 47,84          | 27.            | Nie awansowała  | Nie awansowała  | 47,84       | 27.     |
| Alexander Majorov  | Soliści     | 83,81          | 10.            | 141,05          | 14.             | 224,86      | 14.     |

### Łyżwiarstwo szybkie

#### Mężczyźni
| Zawodnik        | Konkurencja    | Konkurencja    | Konkurencja    | Konkurencja    |
| Zawodnik        | Bieg na 1000 m | Bieg na 1000 m | Bieg na 1500 m | Bieg na 1500 m |
| Zawodnik        | Czas           | Miejsce        | Czas           | Miejsce        |
| --------------- | -------------- | -------------- | -------------- | -------------- |
| David Andersson | 1:12,40        | 38.            | 1:50,30        | 38.            |

### Narciarstwo alpejskie

#### Kobiety
| Konkurencja     | Zawodniczka             | Czas 1.przejazdu             | Czas 2.przejazdu             | Czas łączny                  | Pozycje                      |
| --------------- | ----------------------- | ---------------------------- | ---------------------------- | ---------------------------- | ---------------------------- |
| Zjazd           | Kajsa Kling             |                              |                              | 1:43,69                      | 23.                          |
| Zjazd           | Sara Hector             |                              |                              | 1:44,23                      | 25.                          |
| Supergigant     | Sara Hector             |                              |                              | 1:28,71                      | 21.                          |
| Supergigant     | Jessica Lindell-Vikarby |                              |                              | Nie ukończyła konkurencji    | Nie ukończyła konkurencji    |
| Supergigant     | Kajsa Kling             |                              |                              | Nie ukończyła konkurencji    | Nie ukończyła konkurencji    |
| Slalom gigant   | Maria Pietilae-Holmner  | 1:19,45                      | 1:18,37                      | 2:37,82                      | 6.                           |
| Slalom gigant   | Jessica Lindell-Vikarby | 1:18,40                      | 1:19,62                      | 2:38,02                      | 7.                           |
| Slalom gigant   | Frida Hansdotter        | 1:20,51                      | 1:19,34                      | 2:39,85                      | 13.                          |
| Slalom gigant   | Kajsa Kling             | 1:20,47                      | 1:19,83                      | 2:40,30                      | 18.                          |
| Slalom          | Frida Hansdotter        | 54,05                        | 51,85                        | 1:45,90                      | 5.                           |
| Slalom          | Emelie Wikström         | 54,55                        | 51,56                        | 1:46,11                      | 6.                           |
| Slalom          | Anna Swenn-Larsson      | 54,58                        | 53,33                        | 1:47,91                      | 11.                          |
| Slalom          | Maria Pietilae-Holmner  | Nie ukończyła 1-go przejazdu | Nie ukończyła 1-go przejazdu | Nie ukończyła 1-go przejazdu | Nie ukończyła 1-go przejazdu |
| Superkombinacja | Sara Hector             | 1:46,54                      | 51,31                        | 2:37,85                      | 13.                          |

#### Mężczyźni
| Konkurencja      | Zawodnik       | Czas 1. przejazdu | Czas 2. przejazdu           | Czas łączny                 | Pozycje                     |
| ---------------- | -------------- | ----------------- | --------------------------- | --------------------------- | --------------------------- |
| Slalom gigant    | Matts Olsson   | 1:23,01           | 1:24,05                     | 2:47,06                     | 14.                         |
| Slalom specjalny | Markus Larsson | 48,04             | 55,56                       | 1:43,60                     | 7.                          |
| Slalom specjalny | Mattias Hargin | 47,45             | 56,15                       | 1:43,60                     | 8.                          |
| Slalom specjalny | André Myhrer   | 47,15             | Nie ukończył 2-go przejazdu | Nie ukończył 2-go przejazdu | Nie ukończył 2-go przejazdu |
| Slalom specjalny | Axel Bäck      | 49,02             | Dyskwalifikacja             | Dyskwalifikacja             | Dyskwalifikacja             |

### Narciarstwo dowolne

#### Kobiety
| Zawodniczka    | Konkurencja | Kwalifikacje | Kwalifikacje | 1/8 finału | 1/8 finału | Ćwierćfinał | Ćwierćfinał | Półfinał | Półfinał | Finał | Finał   |
| Zawodniczka    | Konkurencja | Czas         | Miejsce      | Czas       | Miejsce    | Czas        | Miejsce     | Czas     | Miejsce  | Czas  | Miejsce |
| -------------- | ----------- | ------------ | ------------ | ---------- | ---------- | ----------- | ----------- | -------- | -------- | ----- | ------- |
| Anna Holmlund  | skicross    | 1:22,21      | 4.           | -          | 1.         | -           | 2.          | -        | 1.       | -     | brąz    |
| Sandra Näslund | skicross    | 1:23,28      | 10.          | -          | 1.         | -           | 2.          | -        | 4.       | -     | 5.      |

| Emma Dahlström | Slopstyle | 9,20 | 79,20 | 79,20 | 6. | 72,80 | 75,40 | 75,40 | 5. |

#### Mężczyźni
| Henrik Harlaut | Slopstyle | 29,20 | 83,20 | 83,20 | 11. | 83,80         | 84,40         | 84,40         | 6.            |
| Oscar Wester   | Slopstyle | 72,80 | 28,80 | 72,80 | 18. | Nie awansował | Nie awansował | Nie awansował | Nie awansował |
| Jesper Tjäder  | Slopstyle | 61,00 | 14,20 | 61,00 | 24. | Nie awansował | Nie awansował | Nie awansował | Nie awansował |

| Zawodnik              | Konkurencja | Kwalifikacje | Kwalifikacje | 1/8 finału | 1/8 finału | Ćwierćfinał   | Ćwierćfinał   | Półfinał      | Półfinał      | Finał         | Finał   |
| Zawodnik              | Konkurencja | Czas         | Miejsce      | Czas       | Miejsce    | Czas          | Miejsce       | Czas          | Miejsce       | Czas          | Miejsce |
| --------------------- | ----------- | ------------ | ------------ | ---------- | ---------- | ------------- | ------------- | ------------- | ------------- | ------------- | ------- |
| Victor Öhling Norberg | Skicross    | 1:15,59      | 1.           | -          | 1.         | -             | 3.            | Nie awansował | Nie awansował | Nie awansował | 9.      |
| Michael Forslund      | Skicross    | 1:18,33      | 22.          | -          | 3.         | Nie awansował | Nie awansował | Nie awansował | Nie awansował | Nie awansował | 22.     |
| John Eklund           | Skicross    | 1:18,97      | 27.          | -          | 1.         | -             | 3.            | Nie awansował | Nie awansował | Nie awansował | 11.     |

| Ludvig Fjallström | Jazda po muldach | 20,38 | 16. | 20,50 | 7.  | 19,83 | 19. | Nie awansował | Nie awansował | Nie awansował | 19. |
| Per Spett         | Jazda po muldach | 20,24 | 17. | 20,11 | 10. | 21,81 | 12. | 13,48         | 11.           | Nie awansował | 11. |

### Snowboard

#### Mężczyźni
| Konkurencja | Zawodnik        | Kwalifikacje | Kwalifikacje | Kwalifikacje | Kwalifikacje | Półfinał | Półfinał | Półfinał  | Półfinał | Finał         | Finał         | Finał         | Finał   |
| Konkurencja | Zawodnik        | 1. zjazd     | 2. zjazd     | Najlepszy    | Miejsce      | 1. zjazd | 2. zjazd | Najlepszy | Miejsce  | 1. zjazd      | 2. zjazd      | Najlepszy     | Miejsce |
| ----------- | --------------- | ------------ | ------------ | ------------ | ------------ | -------- | -------- | --------- | -------- | ------------- | ------------- | ------------- | ------- |
| Slopestyle  | Niklas Mattsson | 82,75        | 57,25        | 82,75        | 7.           | 44,75    | 36,50    | 44,75     | 15.      | Nie awansował | Nie awansował | Nie awansował | 23.     |
| Slopestyle  | Sven Thorgren   | 94,25        | 36,75        | 94,25        | 3.           |          |          |           |          | 83,75         | 87,50         | 87,50         | 4.      |